# Carmignac
Carmignac è una società francese di gestione patrimoniale fondata nel 1989 da Édouard Carmignac e Éric Helderlé. La società è completamente posseduta dai dipendenti e, nel 2020, ha un patrimonio gestito di €35 miliardi.

## Storia
Dopo la sua fondazione nel 1989 a Parigi, la società ha aperto il suo primo ufficio all'estero in Lussemburgo nel 1999. Nel 2008 ha aperto uffici a Madrid e Milano. La società ha poi aperto un ufficio a Londra nel 2012, ed a Zurigo nel 2015.
Nel 2000 gestiva un patrimonio di 1 miliardo di euro e nel 2007 ha raggiunto i 13 miliardi di euro. Il fondo più prestigioso della società, Carmignac Patrimoine, ha resistito agli effetti della crisi finanziaria del 2008. Di conseguenza il patrimonio gestito è aumentato negli anni e il fondo è stato tra i maggiori fondi europei per un certo periodo di tempo, secondo il Financial Times.

### Sviluppi recenti

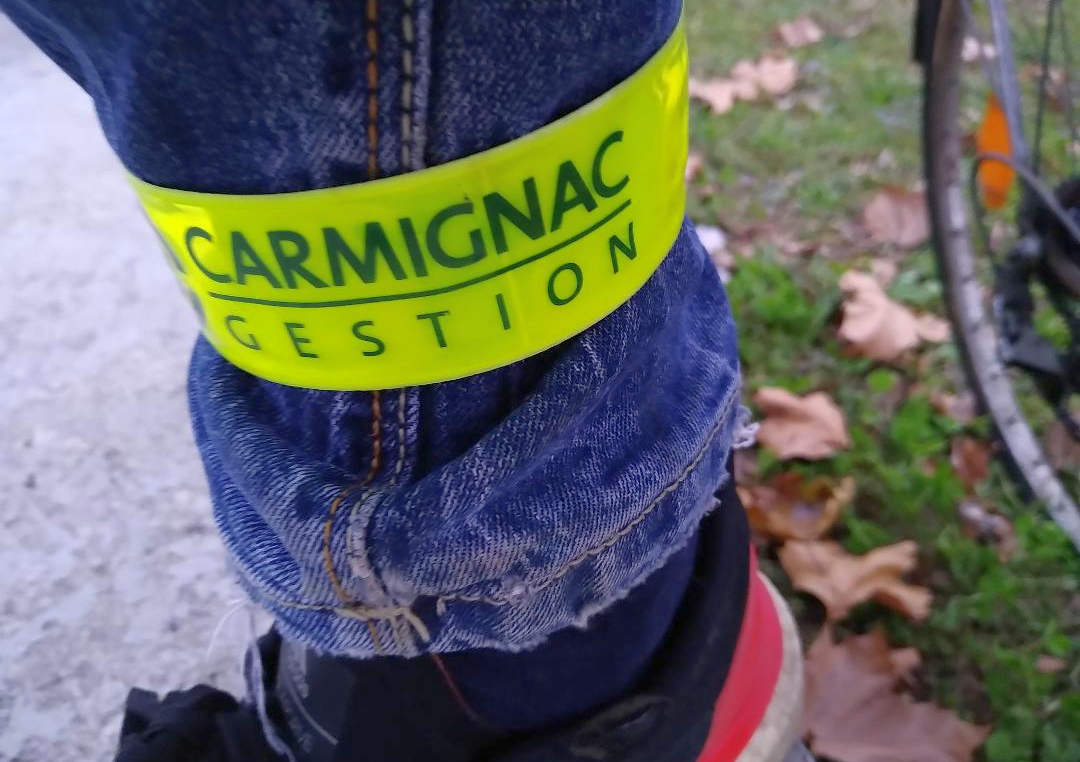
Gadget per ciclisti di Carmignac

Nel settembre 2018, la società ha annunciato che Edouard Carmignac ha lasciato la gestione dal fondo Carmignac Investissement. La gestione di questo fondo è stata rilevata da David Older, già responsabile della gestione azionaria dal 2017.
Nel gennaio 2019, Edouard Carmignac si è ritirato dalla gestione dal portafoglio del fondo Carmignac Patrimoine dopo aver gestito questo portafoglio per 30 anni.; Rose Ouahba, responsabile dell'obbligazionario da oltre un decennio, e David Older ne hanno assunto insieme la gestione.
In un'intervista rilasciata al quotidiano Il Sole 24 Ore, Edouard Carmignac ha affermato che sarà la figlia Maxime Carmignac a prendere le redini della società quando deciderà di ritirarsi dall'attività. Maxime Carmignac è General Manager dell'ufficio di Londra e anche membro del comitato di sviluppo strategico.
Tuttavia Edouard Carmignac ha mantenuto il ruolo di Chief Investment Officer (CIO) e di membro del comitato strategico di investimento.

## Fondi gestiti
Carmignac gestisce 21 fondi, inclusi fondi di patrimonio netto e fondi a reddito fisso.
Nel maggio 2019 ha annunciato la creazione di sei nuovi fondi OICR nel Regno Unito al fine di aumentare la sua presenza europea oltre il mercato francese, questi fondi sono simili a quelli già gestiti dall’impresa in Francia.
Nell'aprile 2019 ha nominato Marie–Anne Allier co–gestore di due fondi obbligazionari europei, Carmignac Sécurité, uno dei maggiori e più longevi fondi gestiti dalla società, e Carmignac Portfolio Sécurité.
Nel giugno 2019, la società ha lanciato altri due fondi, il fondo Carmignac Portfolio Grandchildren e il fondo Carmignac Portfolio Family Governed, con lo scopo di fornire sicurezza finanziaria ai bambini.
Uno dei fondi più importanti gestiti dalla società è il Carmignac Portfolio Unconstrained Global Bond con asset in gestione per 945 milioni di euro che ha fatto guadagnare alla società francese un premio alla cerimonia di assegnazione dell'Euro Hedge Award 2019 di Londra.

## Fondation Carmignac
Nel 2000 Édouard Carmignac, presidente di Carmignac Gestion, ha costituito la Fondation Carmignac, che si occupa della gestione di una collezione di arte contemporanea e conferisce un premio di fotogiornalismo.